# Костел святого Йосипа (Івано-Франківськ)
Костел святого Йосипа  — пам'ятка християнської сакральної архітектури місцевого значення XX століття в м. Івано-Франківськ.